# 水豚亞科
水豚亞科（学名：Hydrochoerinae）是豚鼠科下的一個亞科，其下只有兩個屬還有存活物種，即水豚屬和岩豚鼠屬。不過在2005年之前，水豚和其親緣種還都分在水豚科下（Hydrochoeridae），後來基於生物系統發生學證據將其劃入亞科。但是一些古生物分類還依然採用舊的方法。生物分類中，該亞科的種在不斷減少。這主要是由於該亞科生物在不同生命階段臼齒形狀有較大變動。例如科學家曾經根據不同的臼齒劃出過四屬七種不同生物，但現在被認為它們只是不同年齡段的Cardiatherium paranense而已。